# Rezerwat przyrody Kolno Międzychodzkie

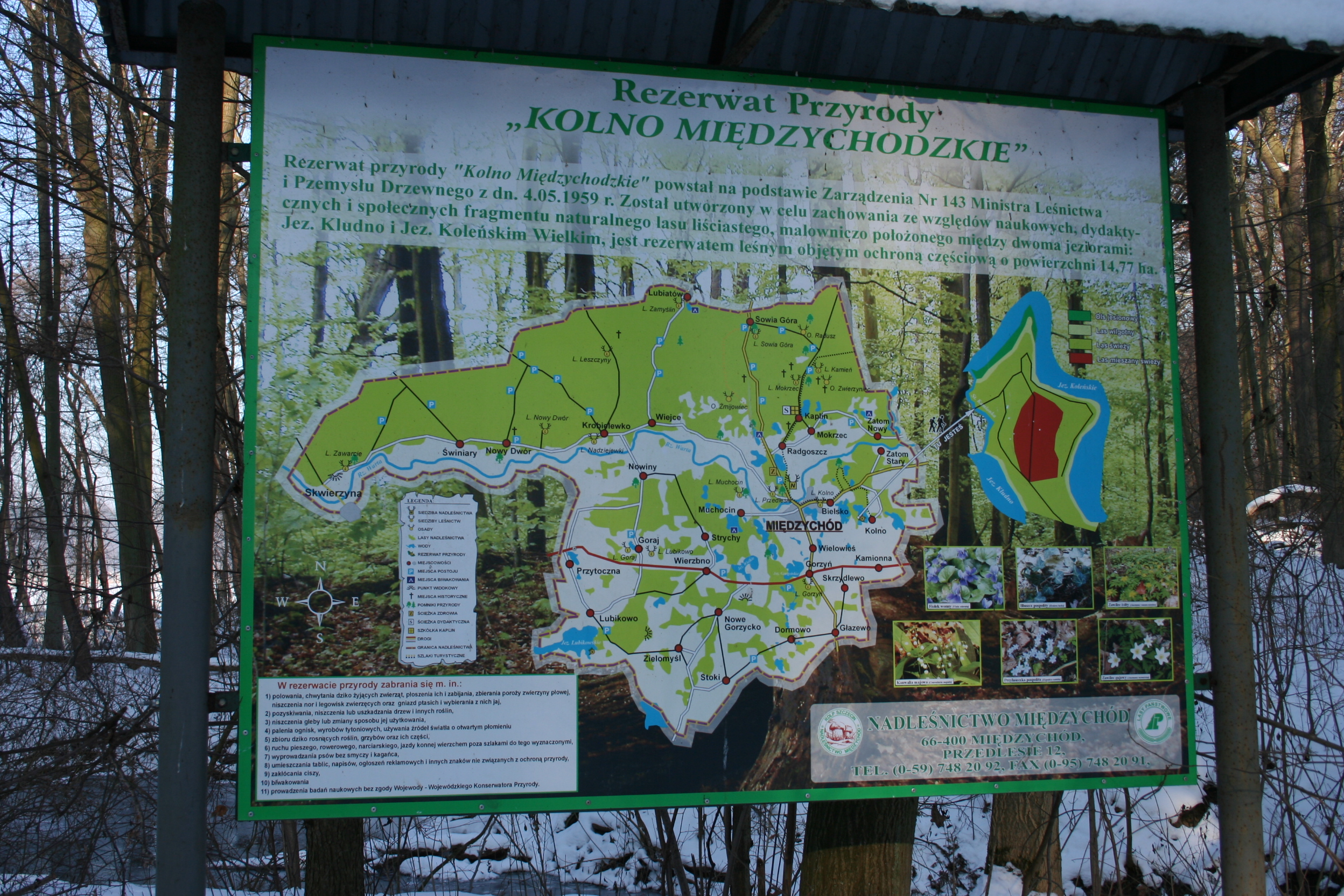
Tablica informacyjna na terenie rezerwatu

Rezerwat przyrody Kolno Międzychodzkie – leśny rezerwat przyrody położony w gminie Międzychód, powiecie międzychodzkim (województwo wielkopolskie). Rezerwat znajduje się na Pojezierzu Międzychodzko-Sierakowskim (mezoregion Pojezierze Poznańskie), w obrębie ewidencyjnym Kolno, około 3 km na wschód od Międzychodu.
Rezerwat obejmuje obszar gruntów leśnych o powierzchni 14,71 ha (akt powołujący podawał 13,89 ha). Obszar rezerwatu podlega ochronie czynnej.
Został utworzony w 1959 roku w celu ochrony wielogatunkowego lasu liściastego, malowniczo położonego pomiędzy jeziorami: Kludno oraz Koleńskim Wielkim połączonymi rzeką Kamionką. Takie położenie sprzyjało rozwojowi lasów wilgotnych. Na obszarach najbardziej wilgotnych występuje ols, czyli las olchowy.
Teren rezerwatu ukształtował się w okresie poznańskiego zlodowacenia bałtyckiego.
Na terenie rezerwatu zostały wyróżnione następujące zespoły roślinne:
- grąd środkowoeuropejski – Galio sylvatici-Carpinetum betuli
- łęg wiązowo-jesionowy – Ficario-Ulmetum minoris
- laski robiniowe – Chelidonio-Robinietum
- ols porzeczkowy – Ribeso nigri-Alnetum
- zarośla łozowe – Salicetum pentandro-cinereae[3]

Przez teren rezerwatu przebiegają dwa znakowane szlaki turystyczne:
- czerwony: Kamionna – rezerwat „Kolno Międzychodzkie” – Międzychód (Bielsko); długość 8,1 km,
- czarny: rezerwat „Kolno Międzychodzkie” – Kolno – Bielsko – Międzychód Letnisko; długość 12,9 km.

## Podstawa prawna
- Zarządzenie Ministra Leśnictwa i Przemysłu Drzewnego z dnia 4 maja 1959 r. w sprawie uznania za rezerwat przyrody (M. P. z 1959 r. Nr 51, Poz. 237)
- Obwieszczenie Wojewody Wielkopolskiego z dn. 4.10.2001 r. w sprawie ogłoszenia wykazu rezerwatów przyrody utworzonych do dn. 31.12.1998 r.
- Zarządzenie Nr 6/11 Regionalnego Dyrektora Ochrony Środowiska w Poznaniu z dnia 8 marca 2011 r. w sprawie rezerwatu „Kolno Międzychodzkie”
zmienione przez: Zarządzenie Regionalnego Dyrektora Ochrony Środowiska w Poznaniu z dnia 26 czerwca 2017 r. zmieniające zarządzenie w sprawie rezerwatu „Kolno Międzychodzkie”